# José María Linares
José María Linares Lizarazu (* 10. Juli 1808 in Ticala; † 23. Oktober 1861 in Valparaíso in Chile) war ein bolivianischer Präsident.

## Leben
José María Linares gehörte zu der Opposition, die gegen den Präsidenten Manuel Isidoro Belzú vorging. Dieser beschnitt die Rechte der Großgrundbesitzer und unterstützte die Einheimischen. 1855 zog er sich nach Europa zurück. Sein Schwiegersohn Jorge Córdova war nur für kurze Zeit sein Amtsnachfolger, denn Linares übernahm die Macht des Präsidenten am 9. September 1857 nach einem Staatsstreich. Er trat für uneingeschränkten Wirtschaftsliberalismus ein, machte viele der Bestimmungen Belzús rückgängig, forcierte insbesondere den Handel mit Großbritannien und Chile und förderte die Ausbeutung des Landes durch Minen. Erfindungen und Entdeckungen wie die Dampfkraft sorgten hier für eine rasante Entwicklung. Die Landwirtschaft hingegen machte unter Linares keine Fortschritte. Hatte Linares zunächst als erster ziviler Präsident breite Unterstützung gefunden, so regte sich Widerstand, als er sich zum Diktator entwickelte.
Linares regierte bis zum 14. Januar 1861. José María de Achá übernahm die Herrschaft mit Hilfe militärischer Gewalt.
Die Provinz José María Linares, in der sein Geburtsort liegt, wurde nach ihm benannt.